# Орден на розата
„Орденът на розата“ е учреден на 4 август 1966 г. с Указ №606 на Президиума на Народното събрание на Народна република България.

## Описание
Орденът е изработен по дизайн на Дечко Узунов, а знаците на ордена се изработват в Държавния монетен двор в София.
Орденът има овална форма, 40,5 mm в диаметър. В центъра се намира позлатена релефна форма на роза. Лъчите са златни за първа степен и сребърни за втора степен. Плочката е поставена върху розета, състояща се от 10 снопчета лъчи, всяко от които е образувано от по три лъча. Четири от снопчетата имат по-къси лъчи с триъгълен връх, а върховете на останалите са с форма на лястовича опашка. Сребърният орден се различава от златния единствено по това, че с изключение на розата, която е позлатена, целият е от сребро.
Отличието се носи от лявата страна на гърдите на носач, имаш формата на симетрично развята лента, позлатен или посребрен за съответната степен, като и двете се изработват от сребро.
Два пъти в историята орденът се присъжда с колие. Верижката е изработена от стерлинг (сребро проба 925 и мед), състои се от 28 парчета филигрирана роза и е била добавена през 90-те за:
- индийския премиер Индира Ганди
- кралицата на Дания Маргрете II

## Степени на орденския знак
Орденът има две степени в наградната система на НРБ:
- I степен (златна)
- II степен (сребърна)

- I степен (аверс)
- I степен (реверс)
- II степен

## История
По предложение на Славка Славова (служител в Министерството на външните работи в периода септември 1951 г. – май 1990 г.) изпълнявала длъжността пълномощен министър, се осъвременява орденската система. Липсата на ордени за съпругите на отличените е повод да се създаде „Орден на розата“.

## Статут
Чл. 6 (1). С „Орден на розата“ се награждават чуждестранни гражданки, които имат големи заслуги към Република България и значителен принос за развитието на международното сътрудничество, защитата на правата на човека, както и за укрепване на мира и дружбата между народите. Присъжда се само за цивилни дела.
На 9 юни 2003 г. с Указ № 230 е преустановено награждаването с този орден.

## Отличени с ордена
Награждаването с ордена се извършва в дипломатически контекст при държавна визита.
Първата отличена личност с ордена е Georgette Buanga (1968 г.), а последната – Нейно Превъзходителство г-жа Андре Лахуд (2003 г.).
| Година  | Дата         | Носител на ордена                         | Позиция                                                   | Степен |
| 1968    |              | Georgette Buanga                          |                                                           |        |
| ...     |              | ...                                       |                                                           |        |
| 1980-те |              | Viola Burnham                             | Съпруга на Forbes Burnham – президент на Гвиана           | I      |
| 1991    |              | Баронеса Роулингс                         | Британски политик                                         | II     |
| 1990-те |              | Индира Ганди                              | Индийски премиер                                          |        |
| 1990-те |              | Кралица Маргрете II                       | Кралица на Дания                                          |        |
|         |              | ...                                       |                                                           |        |
| 1999    | 7 юли        | Есперанса Агире Хил де Биедма             | Председател на Сената на Кралство Испания                 | I      |
| 2000    | 11 октомври  | Мариане Боел                              | Придворна дама на Нейно Величество Кралицата на Дания     | II     |
| 2000    | 8 ноември    | Нейно Величество Кралица Силвия на Швеция | Кралица на Швеция                                         | I      |
| 2000    | 8 ноември    | Луиз Либерг                               | Главна дворцова дама на Швеция                            | II     |
| 2002    | 24 септември | Мария Жузе Рита                           | Съпруга на президента на Португалската република          | I      |
| 2002    | 29 октомври  | Кристина Рау                              | Съпруга на федералния президент на Германия               | I      |
| 2003    | 28 май       | Нейно Величество Кралица София на Испания | Кралица на Испания                                        | I      |
| 2003    | 5 юни        | Нейно Превъзходителство г-жа Ингрид Рютел | Съпруга на Негово Превъзходителство президента на Естония | I      |
| 2003    | 16 юни       | Нейно Превъзходителство г-жа Андре Лахуд  | Съпруга на президента на Ливанската република             | I      |